# Radio Forces françaises de Berlin
Radio Forces Françaises de Berlin est une station de radio berlinoise destinée aux forces françaises à Berlin située dans le quartier Napoléon, à Berlin-Wedding dans le secteur français. Elle émet sur le territoire allemand, de 1957 à 1994, jusqu'au départ des troupes alliées basée à Berlin.

## Radio
Les émissions commencent le 8 mai 1957 sur la fréquence 93.6Mhz (Ondes Ultras Courtes). La programmation est alors constituée d'émissions de radios publiques françaises. À partir du milieu des années 1960 des émissions germanophones produites par l'O.R.T.F. sont diffusées, ainsi que des bulletins d'information produits à Berlin même. Le départ des alliés de Berlin en 1994 se traduit par la fin de la radio.

## Télévision
Un émetteur de télévision est installé dans le quartier Napoléon pour les militaires français. Il retransmet les images de chaînes de télévision françaises. Au milieu des années 1980 un deuxième canal est ajouté. Un bulletin d'information produit localement est diffusé sur les deux chaînes. La diffusion cesse en 1994.